# Ava Max
Amanda Ava Koci (nascida Amanda Koçi; Milwaukee, 16 de fevereiro de 1994), conhecida profissionalmente como Ava Max, é uma cantora e compositora norte-americana. Após assinar com a gravadora Atlantic Records em 2016, ela ganhou destaque em 2018 com o lançamento do single "Sweet but Psycho". A canção alcançou o topo das paradas musicais de 22 países, bem como as segunda e décima colocações da tabela de singles australiana e da Billboard Hot 100, respectivamente. 
Em março de 2020, Max lançou a canção "Kings & Queens", que atingiu a 13ª posição da Billboard Hot 100 e a 19ª do gráfico de singles britânico. O single precedeu o lançamento de seu álbum de estreia, Heaven & Hell, em setembro de 2020, que conquistou a segunda posição da tabela de álbuns britânica e a 27ª colocação nos Estados Unidos. Em novembro de 2020, a canção "My Head & My Heart" foi lançada, alcançando a 45ª posição nos Estados Unidos e a 18ª no Reino Unido. Max lançou seu segundo álbum de estúdio, Diamonds & Dancefloors, em 27 de janeiro de 2023. 
Em 7 de fevereiro de 2025, Max lançou "Lost Your Faith", que serve como carro-chefe de seu futuro terceiro álbum de estúdio, Don't Click Play.

## Biografia
Amanda Ava Koci nasceu em 16 de fevereiro de 1994, na cidade de Milwaukee, no estado de Wisconsin nos Estados Unidos. Os seus pais (Andrea Nato Koci), albaneses, fugiram de seu país natal para a França em 1990, onde moraram por um ano, e logo após conseguiram passaportes para os EUA, para onde se mudaram e vivem atualmente. Apesar de ter nascido em Wisconsin, Amanda cresceu na Virgínia.

## Carreira musical
Em 2004, quando tinha apenas 10 anos começou a escrever as suas próprias músicas, sendo a sua primeira apresentação musical em um local chamado The NorVa, na Virgínia, onde a mesma cresceu. A cantora iniciou a sua carreira ainda adolescente, compondo letras e fazendo covers, cantando em pequenos eventos, divulgando o seu trabalho na Internet. Uma das suas maiores e mais notáveis influências é a cantora norte-americana Lady Gaga, a qual Ava se refere como "lenda", assim como Mariah Carey (a qual a mesma passava horas ouvindo), Madonna, Britney Spears, Whitney Houston e Gwen Stefani, que são certamente outras grandes influências musicais da jovem cantora.
Em 2008, aos 14 anos, após ganhar diversas competições locais de canto, Ava percebeu o seu potencial e como poderia se tornar grande. Sua mãe, que já foi cantora de ópera, disse, "Não há nada aqui pra você". Então, logo a sua família se mudou para a cidade de Los Angeles na Califórnia, com o objetivo de concretizar o sonho de Max de construir uma carreira musical.
Em 2008, lançou o seu primeiro EP intitulado "Amanda Kay", continha no total 6 faixas, atualmente se encontra deletado. Houve dificuldades e a sua morada em Los Angeles durou apenas um ano. Ava se mudou para Carolina do Sul e em 2011, com apenas com 17 anos retornou a cidade de Los Angeles , mudando-se definitivamente para lá.
De início, durante alguns anos, Max não conseguiu muita coisa, e as coisas não aconteceram como ela e sua família haviam, anteriormente, imaginado. Apenas quando vista cantando em uma festa de aniversário pelo produtor Cirkut, a garota teve a devida atenção. Os dois logo se tornaram amigos, iniciaram um relacionamento amoroso e começaram a lançar demos no SoundCloud, o que chamou a atenção da sua atual gravadora, a Atlantic Records, com a qual a mesma assinou um contrato em 2017.

### 2013–2017: Início da carreira

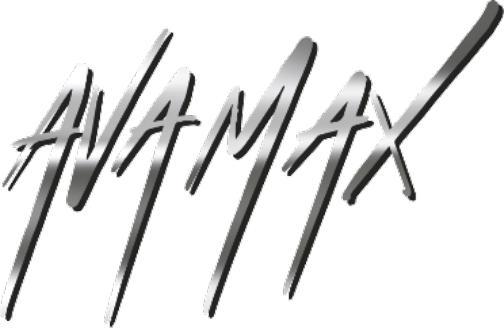
Logotipo de Max

Sob o nome artístico de Ava, a sua música de estreia, "Take Away the Pain", foi publicada em maio de 2013, que foi remixada pelo DJ canadense e duo de produtores Project 46 em julho de 2015. Depois de anos tendo demos rejeitados e não retornadas por produtores e compositores, ela conheceu o produtor musical canadense Cirkut em um jantar em 2014, que também era amigo de seu irmão. Max cantou "Happy Birthday" para ele, o que levou os dois a trabalharem juntos, escrevendo centenas de músicas e lançando "Anyone but You" no SoundCloud em julho de 2016. A canção ganhou atraiu a atenção de várias gravadoras que entraram em contato com ela por e-mail, levando-a a assinar um contrato com a Atlantic Records. Max reconheceu que trabalhar com ele mudou sua carreira como cantora, pois ela considerou deixar a indústria musical depois de ser criativamente sufocada.
Após assinar o contrato, ela começou a procurar um sobrenome para usar como seu nome artístico, acabando por escolher o nome "Max". Ela escolheu esse nome, pois combinava elementos de ser masculino e feminino. Por volta de 2016-2017, Max adotou o seu penteado característico intitulado "Max Cut", que pode ser visto em seu logotipo substituindo o "A". Em 04 de agosto de 2017, Max participou da música "Clap Your Hands", do Le Youth, onde cantou duas melodias diferentes.

### 2018–2021:Heaven & Hell

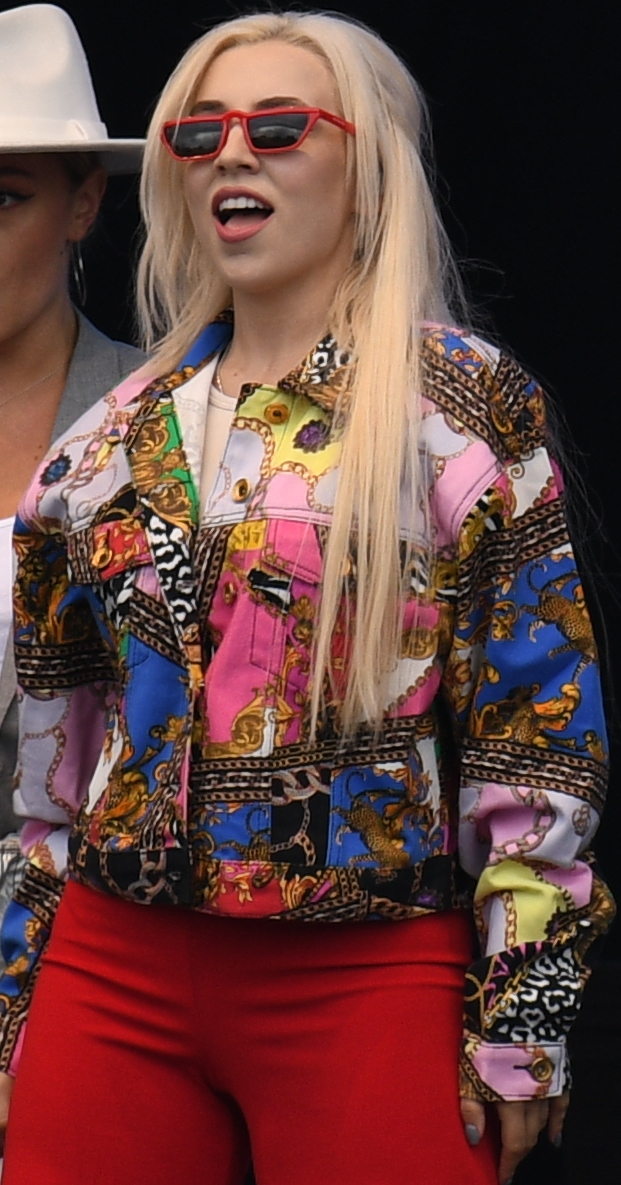
Max durante uma apresentação no Gothenburg Rix FM Festival em agosto de 2019

Em 20 de abril de 2018, "My Way" foi lançado,  que alcançou o número 38 na parada Airplay 100 da Romênia. Em 11 de maio de 2018, "Slippin", uma colaboração com Gashi, foi lançado. Em 8 de junho de 2018, ela apareceu em "Into Your Arms" do rapper americano Witt Lowry. Um mês depois, "Salt" foi enviado ao SoundCloud. Em 13 de agosto de 2018, ela lançou "Not Your Barbie Girl" como single promocional. "Sweet but Psycho" foi lançada em 17 de agosto de 2018. A canção tornou-se um avanço comercial de Max, alcançando o número um em mais de 26 países, incluindo Alemanha, Suíça, Áustria, Noruega, Suécia, Nova Zelândia e Reino Unido, onde permaneceu em primeiro lugar por quatro semanas consecutivas. Em janeiro de 2019, a canção alcançou o topo da Billboard Dance Club Songs, e mais tarde alcançou o top 10 na Billboard Hot 100. Max também participou da música "Make Up" de Vice e Jason Derulo em 23 de outubro de 2018 e fez uma aparição no álbum 7 de David Guetta em 2018 na faixa "Let It Be Me".
Em 7 de março de 2019, ela lançou o single "So Am I", que chegou ao top 10 na Polônia, Noruega, Escócia e Suécia. Um remix da canção foi lançado em 3 de julho de 2019, que contou com a participação da boy band sul-coreana NCT 127. As canções "Blood, Sweat & Tears" e "Freaking Me Out" foram lançadas simultaneamente em julho de 2019 como singles promocionais. Em 7 de agosto de 2019, Max participou da música "Slow Dance" do cantor e compositor norte-americano AJ Mitchell, e lançou "Torn" como single em 19 de agosto de 2019. Em 4 de setembro de 2019, ela assinou um acordo de co-publicação conjunta com Warner Chappell Music e Artist Publishing Group.
Em 31 de outubro de 2019, ela lançou um videoclipe para "Freaking Me Out", como um especial para o dia de halloween. Max ganhou o prêmio de Best Push Act no MTV Europe Music Awards 2019. Em 6 de novembro de 2019, um dueto chamado "Tabú" entre Max e Pablo Alborán foi lançado. A música lançada anteriormente "Salt" foi enviada para as plataformas digitais de streaming em 12 de dezembro de 2019.
Ela colaborou com o DJ e produtor musical britânico-norueguês Alan Walker na música "Alone, Pt. II", que foi lançada em 27 de dezembro de 2019. Em 17 de fevereiro de 2020, participou do videoclipe ao vivo da música gravado no Palácio de Fontainebleau na França.
A música "On Somebody" foi lançada como single promocional em 30 de dezembro de 2019.
Em 12 de março de 2020, Max lançou "Kings & Queens" como o quinto single de seu álbum de estreia Heaven & Hell (2020). Ela também apareceu como artista convidada na música country "On Me" juntamente com Thomas Rhett e Kane Brown. Foi incluída na trilha sonora de Scoob! em 15 de maio de 2020, acompanhado de um videoclipe. Ela lançou "Who's Laughing Now" como sexto single de seu álbum em 30 de julho de 2020. Em 3 de setembro de 2020 lança o sétimo e último single de seu álbum intitulado "OMG What's Happening".
Em 18 de setembro de 2020, é finalmente lançado o seu álbum "Heaven & Hell". O álbum traz um total de 15 músicas, sendo sete singles já lançados anteriormente e oito músicas novas. É dividido em duas partes, Heaven e Hell, inspirado pelo clássico Divina Comédia. O lado Heaven possui sete músicas retratando temas como igualdade social e diversidade, a música Torn serve como "purgatório" e divide os dois lados, já o lado Hell também possui sete músicas, retratando temas como traição e bullying.
Juntamente com o lançamento do álbum veio o videoclipe da música "Naked"  do lado Heaven.  "Heaven & Hell" está sendo um grande sucesso e surpreendentemente alcançou a marca de 2 bilhões de streamings no Spotify.

### 2022:Diamonds & Dancefloors
Em fevereiro de 2022, Max sugeriu um novo projeto, substituindo seu penteado 'Max Cut' por um cabelo vermelho-cereja na altura dos ombros e enfatizando uma aparência vermelha e rosa em suas contas de mídia social. Enquanto entrevistada no evento Billboard Women in Music em março de 2022, ela reconheceu que seu segundo álbum de estúdio foi escrito no ano anterior, durante um período pessoalmente difícil. O primeiro single do álbum, "Maybe You're the Problem", foi lançado em 28 de abril de 2022. Max anunciou seu segundo álbum de estúdio Diamonds & Dancefloors em 1 de junho de 2022, acabando o mesmo por ser lançado em 27 de janeiro de 2023. Em 14 de abril de 2023, Ava iniciou sua primeira digressão em nome próprio, On Tour (Finally), que incluiu concertos na Europa e nos EUA.

## Discografia
- Heaven & Hell (2020)
- Diamonds & Dancefloors (2023)

## Prêmios e indicações
| Ano  | Prêmio                  | Indicação          | Categoria                              | Resultado | Ref.   |
| ---- | ----------------------- | ------------------ | -------------------------------------- | --------- | ------ |
| 2019 | Bravo Otto              | Ela mesma          | Newcomer                               | Venceu    | [ 43 ] |
| 2019 | Global Awards           | Ela mesma          | Rising Star                            | Indicada  | [ 44 ] |
| 2019 | GAFFA Awards (Suécia)   | Ela mesma          | Best Foreign New Act                   | Indicada  | [ 45 ] |
| 2019 | GAFFA Awards (Suécia)   | "Sweet but Psycho" | Best Foreign Song                      | Venceu    | [ 45 ] |
| 2019 | LOS40 Music Awards      | "Sweet but Psycho" | Best International Song                | Venceu    | [ 46 ] |
| 2019 | LOS40 Music Awards      | Ela mesma          | Best International New Artist          | Indicada  | [ 46 ] |
| 2019 | MTV Europe Music Awards | Ela mesma          | Best New Act                           | Indicada  | [ 47 ] |
| 2019 | MTV Europe Music Awards | Ela mesma          | Best Push Act                          | Venceu    | [ 47 ] |
| 2019 | MTV Video Music Awards  | Ela mesma          | Best New Artist                        | Indicada  | [ 48 ] |
| 2019 | NRJ Music Awards        | Ela mesma          | International Breakthrough of the Year | Indicada  | [ 49 ] |
| 2019 | Teen Choice Awards      | Ela mesma          | Choice Summer Female Artist            | Indicado  | [ 50 ] |
| 2019 | Teen Choice Awards      | "Sweet but Psycho" | Choice Song: Pop                       | Indicada  | [ 50 ] |
| 2020 | Spotify Awards          | Ela mesma          | Most-Streamed EDM Female Artist        | Indicada  | [ 51 ] |